# Grens tussen Irak en Koeweit

De grens tussen Irak en Koeweit.

De grens tussen Irak en Koeweit is de 240 kilometer lange grens die het zuiden van Irak van Koeweit scheidt. Het heeft een gebogen vorm en loopt van het westen naar het noorden van Koeweitse gouvernement Jahra, waardoor het land wordt gescheiden van het grondgebied van het Iraakse gouvernement Basra. In het oosten begint het aan de kust, in het noorden van de Perzische Golf, nabij de Koeweitse eilanden Bubiyan en Warbah en het Iraakse eiland Umm Qasr. Het eindigt op het knooppunt Koeweit-Irak-Saoedi-Arabië, nabij Abdali in het zuidwesten van Koeweit.

## Geschiedenis
De Iraaks-Koeweitse grens werd pas in 1922-1923 vastgesteld in de Akir-overeenkomsten. Het werd door Irak in twijfel getrokken sinds de regering van Saddam Hoessein in augustus 1990 toen het Koeweit binnenviel en de Tweede Golfoorlog veroorzaakte. Na de bevrijding van het land in februari 1991 werd de grens hersteld.
Tussen mei 1991 en september 2003 heeft de Waarnemersmissie van de Verenigde Naties voor Irak en Koeweit (UNIKOM) een veiligheidszone aan de grens ingesteld, evenals een 3 meter hoog geëlektrificeerd hek en een 4,5 meter brede geul met een diepte van 4,5 meter.